# 左丘姓
左丘姓是漢字複姓之一，在《百家姓》中排第484位。左丘姓的來源至今仍是撲朔迷離，甚至都不能確定到底有沒有這個姓，因為左丘姓的始祖是《左傳》的作者——左丘明，目前不能確定他到底是姓左丘、左還是丘，所以不能確定有無此姓。但也有一說，說左丘姓事實上是來自於當時齊國都城臨淄的附近一個叫左丘的地方，後人便以左丘為姓。

## 延伸阅读
[在维基数据编辑]
 《百家姓》
 《欽定古今圖書集成·明倫彙編·氏族典·左丘姓部》，出自陈梦雷《古今圖書集成》